# Proton Emas
La Proton Emas est une série de concepts car développée par Proton et dessinée par Italdesign.
Il a été dévoilé au salon de Genève 2010.
EMAS est un acronyme désignant Eco Mobility Advance Solution.
Cette voiture aurait dû être la première voiture de Proton ainsi que de Malaisie. La production était prévue en 2012, en 2014, elle n'avait toujours pas commencé.
Lotus, filiale de Proton, a présenté un concept de véhicule hybride rechargeable basé sur l'EMAS et baptisé Lotus Ethos.

## Spécifications
La Proton Emas est motorisé par un moteur électrique de 16.5 kWH. Il est adossé à un moteur thermique Lotus. Il s'agit d'un 3 cylindres essence 1.2.
Elle accélère de 0 à 96 km/h en 14 secondes. Elle possède une autonomie de 563 kilomètres.

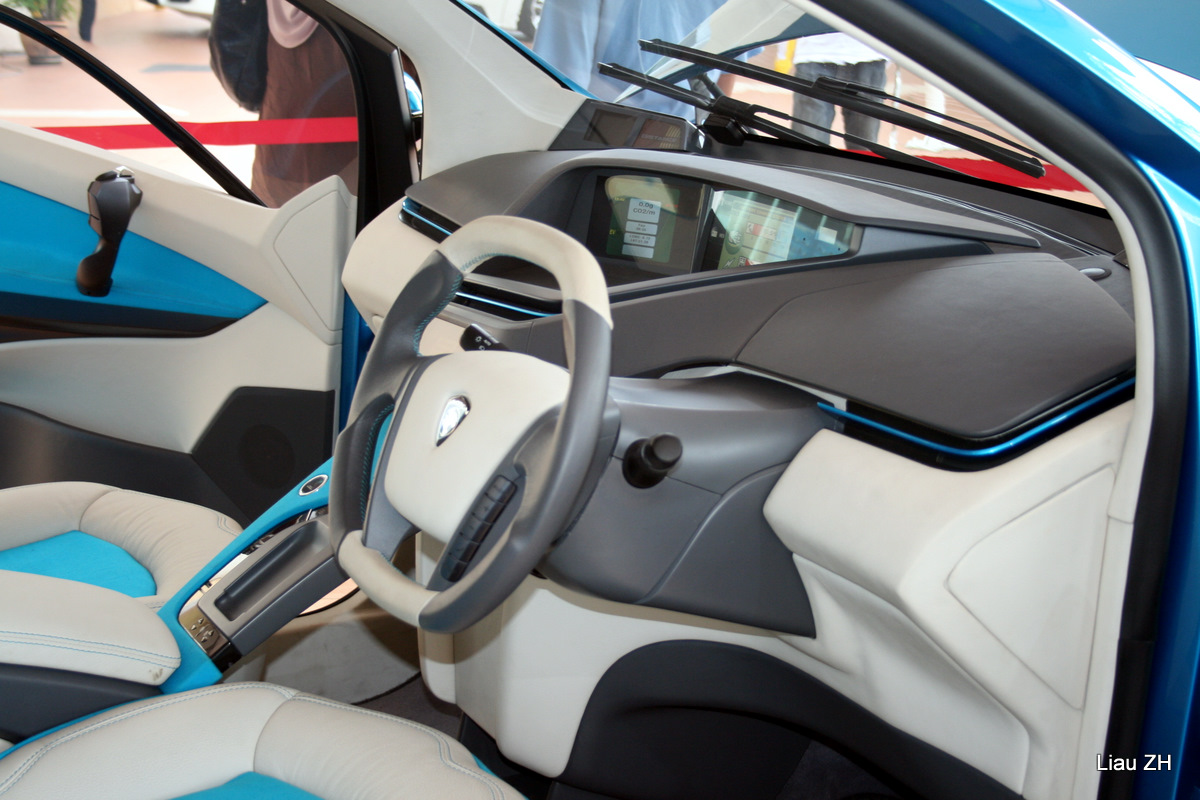
Intérieur